# Reprezentacja Stanów Zjednoczonych na Mistrzostwach Świata w Narciarstwie Klasycznym 2009
Reprezentacja Stanów Zjednoczonych na Mistrzostwach Świata w Narciarstwie Klasycznym 2009 liczyła 23 sportowców. Reprezentacja ta zdobyła 4 złote medale, 1 srebrny i 1 brązowy, dzięki czemu zajęła 2. miejsce w klasyfikacji medalowej.

## Medale

### Złote medale
- Kombinacja norweska, Gundersen HS 134 / 10 km: Bill Demong
- Kombinacja norweska, HS 100 / 10 km ze startu masowego: Todd Lodwick
- Kombinacja norweska, Gundersen HS 100 / 10 km: Todd Lodwick
- Skoki narciarskie kobiet, normalna skocznia indywidualnie: Lindsey Van

### Srebrne medale
- Biegi narciarskie kobiet, sprint techniką dowolną: Kikkan Randall

### Brązowe medale
- Kombinacja norweska, gundersen hs 100 / 10 km: Bill Demong

## Wyniki

### Biegi narciarskie mężczyzn
Sprint
- Andrew Newell – 12. miejsce
- Chris Cook – 37. miejsce (odpadł w kwalifikacjach)
- Torin Koos – 43. miejsce (odpadł w kwalifikacjach)
- Garrott Kuzzy – 44. miejsce (odpadł w kwalifikacjach)

Sprint drużynowy
- Kris Freeman, Torin Koos – 11. miejsce

Bieg na 15 km
- Kris Freeman – 4. miejsce
- James Southam – 49. miejsce
- Chris Cook – 52. miejsce

Bieg na 30 km
- James Southam – 33. miejsce
- Leif-Orin Zimmermann – nie ukończył

Bieg na 50 km
- James Southam – 39. miejsce
- Garrott Kuzzy – 44. miejsce

Sztafeta 4 x 10 km
- Kris Freeman, Chris Cook, James Southam, Andrew Newell – 13. miejsce

### Biegi narciarskie kobiet
Sprint
- Kikkan Randall – 2. miejsce, srebrny medal
- Elizabeth Stephen – 40. miejsce (odpadła w kwalifikacjach)
- Laura Valaas – 42. miejsce (odpadła w kwalifikacjach)
- Morgan Smyth – 53. miejsce (odpadła w kwalifikacjach)

Sprint drużynowy
- Laura Valaas, Kikkan Randall – 11. miejsce

Bieg na 10 km
- Kikkan Randall – 26. miejsce
- Morgan Arritola – 40. miejsce
- Morgan Smyth – 51. miejsce
- Laura Valaas – 57. miejsce

Bieg na 15 km
- Elizabeth Stephen – 15. miejsce
- Morgan Arritola – 32. miejsce
- Caitlin Compton – 59. miejsce

Bieg na 30 km
- Elizabeth Stephen – 17. miejsce
- Morgan Arritola – 22. miejsce
- Caitlin Compton – 48. miejsce

Sztafeta 4 x 5 km
- Kikkan Randall, Morgan Arritola, Elizabeth Stephen, Caitlin Compton – 14. miejsce

### Kombinacja norweska
Gundersen HS 134 / 10 km
- Bill Demong – 1. miejsce, złoty medal
- Todd Lodwick – 10. miejsce
- Johnny Spillane – 19. miejsce
- Eric Camerota – 34. miejsce

Start masowy (10 km + 2 serie skoków na skoczni K90)
- Todd Lodwick – 1. miejsce, złoty medal
- Bill Demong – 5. miejsce
- Johnny Spillane – 24. miejsce
- Eric Camerota – 25. miejsce

Gundersen (1 seria skoków na skoczni K90 + 10 km)
- Todd Lodwick – 1. miejsce, złoty medal
- Bill Demong – 3. miejsce, brązowy medal
- Johnny Spillane – 16. miejsce
- Brett Camerota – 54. miejsce

Kombinacja drużynowa
- Bill Demong, Johnny Spillane, Eric Camerota, Todd Lodwick – nie wystartowali

### Skoki narciarskie mężczyzn
Normalna skocznia indywidualnie HS 100
- Anders Johnson – 48. miejsce
- Nicholas Fairall – odpadł w kwalifikacjach

Duża skocznia indywidualnie HS 134
- Anders Johnson – 40. miejsce
- Nicholas Fairall – odpadł w kwalifikacjach

### Skoki narciarskie kobiet
Normalna skocznia indywidualnie HS 100
- Lindsey Van – 1. miejsce, złoty medal
- Jessica Jerome – 6. miejsce
- Alissa Johnson – 20. miejsce
- Sarah Hendrickson – 29. miejsce